# ابن الأبار القضاعي
 أبو عبد الله محمد بن عبد الله القضاعي البلنسي  المعروف بابن الأبَّار (بالإسبانية: Ibn al-Abbar)‏ (595 هـ - 658 هـ / 1199 - 1260م)، مؤرخ وشاعر أندلسي.

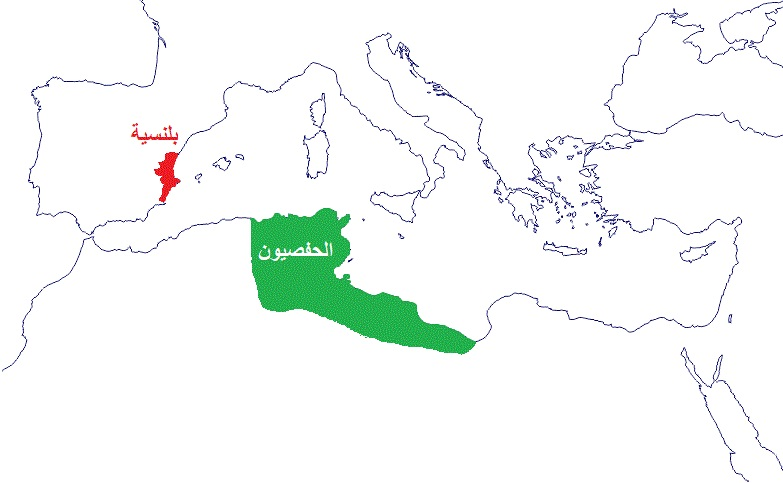
موقع بلنسية بالنسبة للدولة الحفصية

## اسمه ونسبه
هو  أبو عبد الله محمد بن عبد الله بن أبي بكر بن عبد الله بن عبد الرحمن القضاعي البلنسي  المعروف بابن الأبّار ، ينسب إلى قضاعة بن مالك وهي قبيلة من حمير،  وقيل ترجع في نسبها إلى معد بن عدنان ، لقب بإبن الأبَّار لأن والده إشتغل بصناعة وبيع الإبر.

## مولده ونشأته
وُلد في بلنسية بالأندلس، سنة (٥٩٥ هـ)، وسط أسرة ذات علم وجاه ونفوذ  في قرية أوندا، وأشرف والده - الذي كان من شعراء وفقهاء بلنسية البارزين - على تربيته ورعايته وتنشئته نشأة دينية، وتعليمه العلوم الشرعية، والقراءات، والخطابة، والأدب، وفنون الخط والإنشاء، حتى بلغ الغاية، وفاق في ذلك كثيراً من أقرانه، حتى أصبح مضرب الأمثال في أدبه وفصاحته، وقد وصفه ابن خلدون بأنه: «علامة في الحديث، ولسان العرب، وبليغاً في الترسل والشعر».

## رحلاته وشيوخه
كان لابن الأبَّار في شبابه رحلات عدة إلى شرق الأندلس في طلب العلم، فزار قرطبة وإشبيلية وبطليوس، درس خلالها على عدد من الشيوخ وأخذ عنهم ما بين قراءة وسماع وإجازة، ذكر أسماء عدد منهم في كتابه التكملة، كما ذكرت غيرهم كتب التراجم الأخرى ومنهم:
- والده عبد الله بن ابي بكر القضاعي الذي كان " مقدماً في حملة القرآن، كثير التلاوة له، آخذ فيما يستحسن من الأدب.[7]
- محمد بن أيوب البلنسي [8]
- القاضي احمد بن محمد بن عمر بن واجب [9]
- القاضي: داود بن سليمان الأنصاري [10]
- الحسين بن يوسف الأندلسي [11]
- القاضي أبو الربيع سليمان بن موسى ابن سالم الكلاعى [12]
- نذير بن وهب بن لب [13]
- محمد بن إبراهيم بن مسلم البكري [14]
- أبو بكر الفهري الإشبيلي [15]

وقد رثا ابن الأبَّار عدداً منهم بقصيدة طويلة تجاوزت المائة بيت، وذلك بعد نكبة أنيشة التي استشهد فيها كثير من العلماء على رأسهم شيخه القاضي أبو الربيع سليمان بن موسى الكلاعى.، جاء فيها:

## وظائفه
عاد ابن الأبَّار من رحلاته وطلبه للعلم إلى موطنه بلنسية في عام (٦١٩ هـ)، وما لبث أن دخل في خدمة والي بلنسية الموحدي محمد بن يوسف بن عبد المؤمن، ثم انتقل بعد وفاته في عام (٦٢٠ هـ) إلى خدمة ابنه عبد الرحمن بن محمد بن يوسف، حتى غدا موضع ثقته وتقديره، ثم انتقل بعده إلى خدمة وزيره زيان بن مردنيش، فبلغ عنده منزلة عالية رفيعة، وبعد موقعة أنيشة الحاسمة سنة (٦٣٤ هـ) أوفده الوزير ابن مردنيش إلى سلطان تونس أبي زكريا الحفصي يطلب نجدته في استنقاذ بلنسية من أيدي الفرنجة، وألقى بين يديه قصيدته المشهوة التي تعد من عيون الشعر الأندلسي والتي مطلها:
إلا أن ابن الأبَّار وبعد أن أيس من العودة إلى بلنسية التي سقطت في أيدي الفرنجة عام (٦٣٥ هـ) آثر البقاء في تونس والدخول في خدمة سلطانها أبي زكريا الحفصي، ولما مات أبو زكريا خلفه ابنه المستنصر فرفع مكانته، وكانت نهايته على يد هذا الحاكم فيما بعد.

## آراء العلماء فيه
أشادت بابن الابار المصادر التاريخية، وأبرزت ثناء العلماء والمؤرخين الذين ترجموا له وتناولوا سيرة حياة، ووصفوه بأوصاف حميدة منها:
قال عنه الذهبي: «الإمام العلامة البليغ الحافظ المجود المقرئ مجد العلماء».
وقال عنه ابن شاكر الكتبي: «عني بالحديث وجال في الأندلس وكتب العالي والنازل، وكان بصيراً بالرجال عالماً بالتاريخ إماماً في العربية، فقيهاً مفنناً أخبارياً فصيحاً، له يد في البلاغة والإنشاء، كامل الرياسة، ذا رياسة وافية وأبهة وتجمل وافر».
وقال عنه ابن خلدون: «من مشيخة أهل بلنسية، وكان علامة في الحديث ولسان العرب، وبليغاً في الترسيل والشعر».
ووصفه ابن العماد الحنبلي بأنه كان: «بارعًا في البلاغة والنظم والنثر، ذا جلالة ورئاسة».
وقال عنه ابن المقري: «الإمام الحافظ الكاتب الناظم».
وقال عنه ابن عبد الملك المراكشي: «كان آخرَ رجال الأندلس براعة وإتقانًا وتوسعًا في المعارف وافتنانًا، محدِّثًا مُكثرًا ضابطًا، عدلًا ثقة، ناقدًا يقظًا، ذاكرًا للتواريخ على تباين أغراضها، مستبحرًا في علوم اللسان نحوًا ولغة وأدبًا بليغًا، شاعرًا مُفلِقًا مجيدًا».

## مؤلفاته
كان ابن الأبَّار من المؤرِّخين المكثرين في التأليف، تنوَّعت مؤلفاته ما بين الفقه، والأدب، والشعر، والتاريخ، والتراجم، وبلغت مؤلفاته قرابة (٤٥) مؤلفًا، وقد أحرق الكثيرَ منها للأسف بعد مقتله، ومنها:
- «الحلة السيراء» (مطبوع)
- «التكملة لكتاب الصلة» لابن بشكوال (مطبوع)
- «المعجم في أصحاب القاضي الامام أبي علي الصدفي » (مطبوع)
- «تحفة القادم في التاريخ» (مطبوع)
- «المعجم في أصحاب أبي بكر العربي» (مطبوع)
- «درر السِّمط في مناقب السِّبط » (يعني الحسين بن علي) رضي الله عنهما. (مطبوع)
- «إعتاب الكتاب[23]» (مطبوع) بتحقيق الدكتور صالح الأشتر.
- «إيماض البرق في أدباء الشرق»
- «أنيس الجليس ونديم الرئيس»
- «هداية المعترف في المؤتلف والمختلف»
- «معجم اللجين في مراثي الحسين»
- «المورد المسلسل في حديث الرحمة المسلسل»
- «وفادة الوفادة»
- «الأربعون»
- «قطع الرياض في متحيز الاشعار»
- «معجم مشيختي»
- «ديوان شعر» (مطبوع)

## مقتله
أجمعت المصادرُ أن ابن الأبَّار توفي مقتولًا في تونس سنة (٦٥٨ هـ)؛ بسبب ما كان يَحِيكُه خصومُه له من الدسائس لدى السلطان، إضافة إلى تصرفاته الشخصية المتعالية أحيانًا، حتى استطاع خصومه أخيرًا الإيقاع به، حين رفعوا إلى السلطان بعضَ أقوال وأبيات نُسبت إليه، فيها تعريضٌ وانتقاص من مكانة السلطان وحطٌّ من شأنه وقدره، حتى أوغروا عليه صدره، فأمر بقتله طعنًا بالرماح في أبشع قِتلة، وأمر بإحراق الكثير من كتبه النفيسة في موضع مقتله، في حادثة مؤسفة يندى لها جبينُ كل مثقف غَيور على تراث أمته وعلومها.

## روابط خارجية
- ابن الأبار القضاعي على موقع الموسوعة البريطانية (الإنجليزية)